# El rei Artús: La llegenda d'Excalibur
El rei Artús: La llegenda d'Excalibur (originalment en anglès, King Arthur: Legend of the Sword) és una pel·lícula del gènere de fantasia èpica, escrita i dirigida per l'anglès Guy Ritchie, coescrita per Joby Harold i Lionel Wigram i estrenada el 8 de maig de 2017. El film està inspirat en les llegendes del rei Artur. Els actors principals són Charlie Hunnam com al mateix rei Artur, Jude Law com a Vortigern, àstrid Bergès-Frisbey, Djimon Hounsou, Aidan Gillen i Eric Bana. El 25 de desembre de 2019 es va estrenar el doblatge en català a TV3.
El film havia de ser la primera part d'una saga de sis pel·lícules, però es van cancel·lar després de rebre crítiques les quals advertien al públic d'abstenir-se de la seva visualització i de recaptar només 148 milions de dòlars envers el seu pressupost de producció de 175 milions de dòlars.

## Sinopsi
Es disputa una fera batalla durant l'Edat Fosca entre el malvat mag Mordred i Uther Pendragon, el rei dels britànics. Mordred assetja Camelot amb l'objectiu d'establir la supremacia de la màgia fosca sobre la humanitat mitjançant el seu exèrcit. Uther Pendragon, s'infiltra amb el seu cavall a la guarida d'en Mordred i li donà mort amb l'espasa Excalibur, salvant així Camelat. Però després, el germà petit d'Uther, Vortigern, duu a terme un cop d'Estat convertint-se en un cavaller del diable a canvi de sacrificar a la seva esposa Elsa. Vortigern mata Igraine, la dona d'Uther, i al propi Uther en combat. Només sobreviu el fill del rei, Artur, que es salva en un petit vaixell amb el qual arriba a la capital de Londinium, on és criat en un prostíbul.
A Londinium, Artur creix com un fort, hàbil i arrogant lluitador. Un dia defensa a una prostituta maltractada per un grup de vikings d'aquests, provocant que més tard sigui buscat pels Blacklegs (els cavallers de Vortigern), ja que els vikings estaven protegits per ell. Artur intenta escapar però és capturat i portat cap a Camelot per l'obligació del rei de portar a tots els homes de la seva edat per intentar treure a Excalibur de la pedra on està clavada. Un cop davant la pedra, Artur és capaç de treure l'espasa entre diferents flaixos d'imatges i una poderosa energia que el deixa inconscient. Quan desperta es troba a la masmorra amb en Vortigern, qui li revela el seu autèntic llinatge.
Per aconseguir el màxim poder i mantenir el seu regnat, el rei ha de matar en Artur. Però en el moment de l'execució, Sir Bedevere (una maga enviada per Merlín), salva Artur amb la seva màgia capaç de controlar la fauna del voltant. La guàrdia s'emporta n'Artur dins del castell però aconsegueix escapar. Llavors la maga li diu que volen derrotar a Vortigern i que necessiten la seva ajuda, però Artur es nega a ajudar-los. Llavors, transporten a Artur a Les Terres Fosques, on entrena per poder controlar l'espasa i observa com es va sacrificar el seu pare per salvar-lo i protegir l'espasa. També s'assabenta que Vortigern va convèncer Mordred de rebel·lar-se i que té l'objectiu de construir una torre de màgia amb la qual serà impossible de parar, i tot plegat aconsegueix que Artur s'uneixi a la causa.
Artur decideix unir forces amb els altres barons per derrotar a Vortigern, i per fer-ho demostra en combat com és algú digne de ser seguit i de la seva ajuda. No obstant, s'assabenten que el seu enemic s'està aliant amb els vikings i que volen atacar Londinium. Així doncs, Artur i els seus aliats preparen una emboscada en la qual ataquen a l'exèrcit de Vortigern fins a quedar acorralats per aquests. Aquesta situació provoca que Artur pugui controlar Excalibur i acabi amb tots ell sol. Però aquella nit, quan es troben refugiats en una casa de Londinium a punt de partir en vaixell. Un general seguit de dos soldats els troba i acaba amb un dels amics d'Artur mentre aquest es veu obligat a fugir per salvar al fill petit que els acompanya.
En el vaixell, sentint-se un fracassat per tot el que ha passat a Londinium, Artur decideix tirar Excalibur al mar.
Però caminant pel bosc es troba a la Senyora del Llac, qui li retorna l'espasa i li mostra a Artur una visió de les conseqüències que pot haver-hi si no deté a Vortigern, tant la gent com el regne moriran. Convençut de voler acabar amb Vortigern, Artur es reuneix amb Bedevere però, en tornar al seu amagatall, es troben a tots els altres amics morts. Només es troben a un viking aliat de Vortigern el qual adverteix a Artur que Vortigern ha sigut el responsable de l'atac i que si no es rendeix, matarà al nen que els acompanyava i a la maga.
Enfront d'aquesta situació Artur es rendeix. Però, en el moment en què Artur negocia amb Vortigern, la maga és alliberada i invoca una serp gegant la qual acaba amb la guàrdia de l'antagonista i permet l'alliberament de tots els altres presoners que comencen a batallar envers la resta de l'exèrcit de Vortigern.
Observant aquest canvi de tornes, Vortigern decideix sacrificar a la seva filla per aconseguir un altre cop la seva forma demoníaca i de més poder. Fet això, transporta a Artur a un altre món paral·lel on s'està construint la Torre Maga i on lluiten espasa contra espasa. Arriba un moment en el qual sembla que Vortigern serà el vencedor, però aleshores Artur té una visió: veu el moment en què el seu pare, Uther, va llençar Excalibur per donar-se mort i Artur agafa l'espasa sota les paraules del seu pare que ara és a ell a qui li toca portar-la. Llavors, Artur venç a Vortigern i l'abandona mentre cau la Torre.
Passat un temps, Artur està construint la Taula Rodona al costat de Bedevere, altres dels seus aliats i amb els vikings acceptant la seva reialesa. Artur rep la seva corona i és alabat pel seu regne mentre alça a Excalibur.

## Repartiment

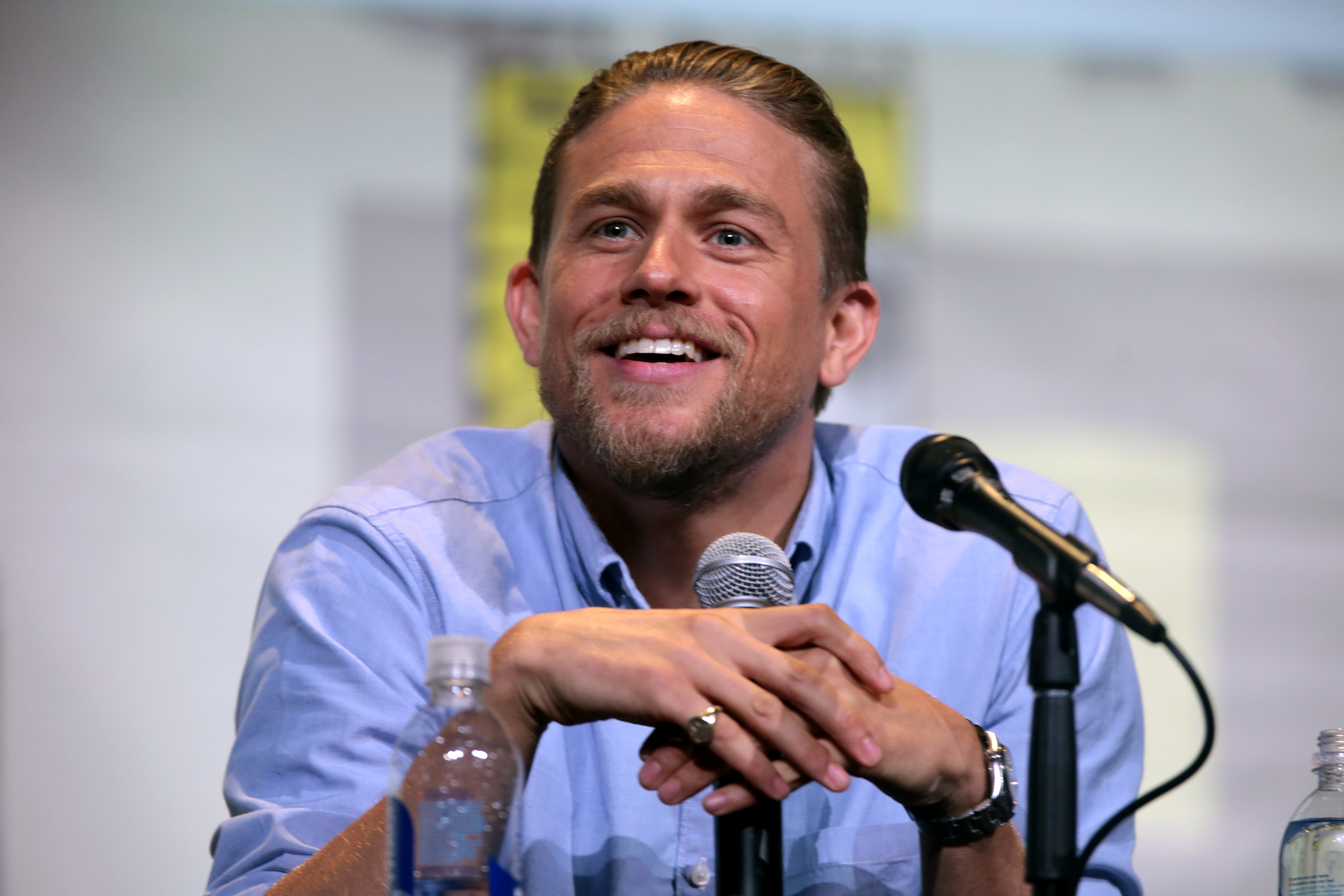
Charlie Hunnan (Rei Artur)

- Charlie Hunnan com Rei Artur. Fill d'Uther Pendragon i nebot de Vortigern.

- Jude Law com Vortigern. Tirà d'Anglaterra, germà d'Uther.

- Eric Bana com Uther Pendragon, rei d'Anglaterra, pare d'Artur i germà de Vortigern.

- Poppy Delevigne com Igraine, la mare d'Artur.

- Annabelle Wallis com Maggie, criada de Vortigern que ajuda a la resistència.

- Katie McGrath com Elsa, la dona de Vortigern.

- Millie Brady com Catia, la filla de Vortigern.

- Àstrid Bergès-Frisbey com la Maga. Deixeble de Merlín aliada d'Artur.

- Djimon Hounsou com Sir Bedivere, el líder de la resistència.

- Kingsley Ben-Adir com Sir Tristan 'Pal Mullat', amic de la infància d'Artur que acaba sent reclutat per Bedivere.

- Neil Maskell com Black Lack, amic de la infància d'Artur i pare de Blue.

- Craig McGinlay com Sir Percival, membre de la resistència que acaba sent reclutat per Bedivere.

- Tom Wu com Sir George, mentor d'Artur i recluta de Bedivere.

- Aidan Gillen com Goosefat Bill Wilson, gran arquer de la resistència.

- Freddie Fox com Rubio, membre de la resistència qui després els traeix per la tortura de Vortigern.

- Mikael Persbrandt com Greybeard, el viking que duu a terme el pacte amb Vortigern.

- Jacqui Ainsley com la Dama del Llac.

## Producció
Warner Bros feia anys que tenia la idea de fer una pel·lícula sobre el rei Artur i el seu univers, i després de diversos intents van voler crear una saga de sis pel·lícules, la primera de les quals era aquesta. La seva idea era fer un seguiment dels diferents personatges d'aquest univers en aquestes entregues, per això van contractar al director Guy Ritchie que ja havia intentat fer una pel·lícula del Rei Artur i coneixia amb més profunditat la profunditat d'aquest món. A més a més, segons el diari The Guardian, el guió ràpidament es va convertir en "un estrany guió d'estil el monstre de Frankenstein" amb diferents elements de diversos guions artístics dels anteriors films del Rei Artur no produïts.

## Gravació

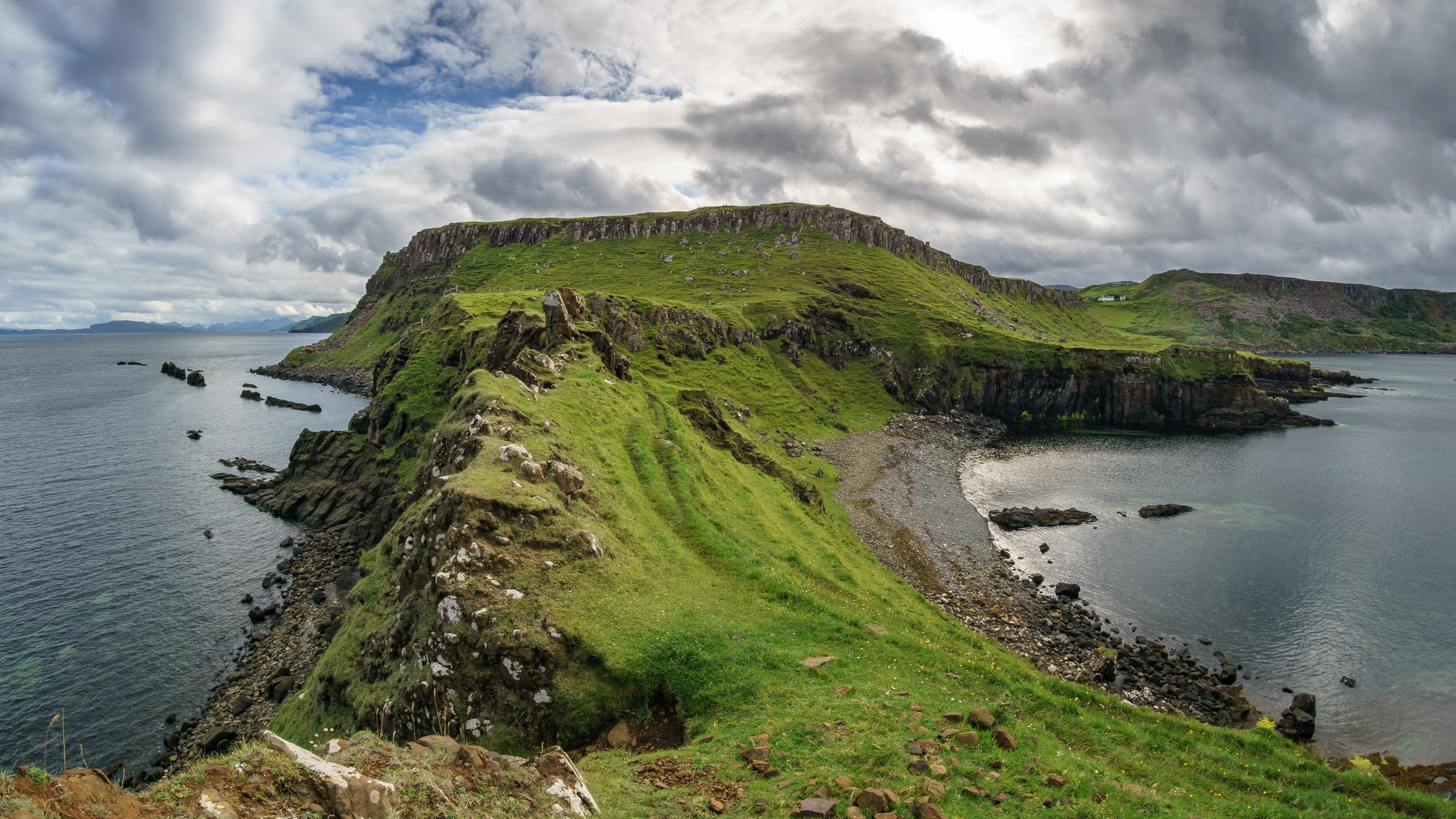
Isle of Skye

Al contrari de moltes pel·lícules les quals recreen, en la seva majoria, les seves ambientacions amb cromes o 'disfressant' un medi diferent, en El Rei Artur van cercar per ambientacions reals per poder gravar in situ.
Així doncs, el rodatge d'aquest film es va dur a terme en localitzacions com: Els estudis de Warner Bros, Leavesden, Windsor Great Park (on també es van rodar escenes de Harry Potter and the Deathly Hallows), nord de Gal·les, Snowdonia, The Lower Lake, Tryfan, Nant Gwynant, Shieldaig, Loch Torridon, Applecross, The Quiraing, Isle of Skye i Wales.

## Llançament
En un principi havia de sortir el dia 22 de juliol de 2016, de la mà de Lights out, però després Warner Bros la va anunciar pel 17 de febrer de 2017, com The Maze Runner: The Death Cure. Un cop més, Warner Bros la va haver d'ajornar fins al 24 de març del mateix any fins que finalment es va llançar el dia 27 d'abril del 2017 en un esdeveniment especial. Aquesta data tenia el risc de trobar-se entre els dos grans blockblusters Guardians of the Galaxy Vol. 2 i Pirates of the Caribbean: Dead Men Tell No Tales. Espanya va ser l'últim país en arribar, sent estrenada el dia 11 d'agost de 2017.

## Promoció
La promoció d'aquesta pel·lícula va començar el 23 de juliol de 2016, on van posar el tràiler a la Comic-Con de San Diego.
Tot i que havia de ser presentat en un IMAX, degut a l'ajornament de la pel·lícula, no es va poder retransmetre en aquest format. En lloc d'això va ser promocionat per altres via com la televisió, en la qual va començar a promocionar-se el 22 de gener de 2017 per primer cop i d'aquí va seguir un gran camí sortint a grans esdeveniments com per exemple en la NFC Championship Game a la Fox Broadcasting Company entre el partit disputat per l'Atlanta Falcons i el Green Bay Packers i, també, en la AFC Championship Game del 2017 a la CBS en el partit entre Pittsburgh Steelers i New England Patriots.
No obstant això, la vida de la promoció no va acabar aquí, un segon tràiler va ser llençat el dia 20 de febrer de 2017 i es va ajuntar amb Logan, Kong: The Skull Island, Power Rangers i Ghost in Shell. A més a més, un tercer tràiler va ser llançat el dia 1 d'abril al costat de, ni més ni menys, Fast&Furious: Fate of the Furious, The Lost of City of Z i Free Fire. Tota aquesta promoció li va costar 135 milions de dòlars a Warner Bros en total.
Encara que al final la pel·lícula no va ser gaire aclamada, en un principi es va crear un esdeveniment anomenat "King for a Day" o "Rei per un Dia" en el que el Rei Artur: la llegenda d'Excalibur va ser estrenada en una vista prèvia el dia 27 d'abril de 2017 en un conjunt de 200 selectes AMC Theatres per poder abastar a tot el públic.

## Mitjans domèstics
El Rei Artur: la llegenda d'Excalibur va sortir a la venda en DVD, Blu-ray, 3D Blu-ray i Ultra HD el dia 8 d'agost del mateix any.

## Recepció

### Taquilla
La pel·lícula va recaptar un total de 39,2 milions de dòlars en els Estats Units i Canadà i una suma de 107 milions en la resta de regions. És a dir, van aconseguir 146,2 milions de dòlars contra el cost total de producció de 175 milions de dòlars.
El diari Deadline Hollywood estima que Warner Bros va perdre 153,2 milions de dòlars sumant tot els costos de l'estudi.
La pel·lícula va ser estrenada juntament amb Snatched a Amèrica del Nord, debutant amb una xifra total de 15,4 milions de dòlars i sent la tercera en taquilla. Tot i això, per l'estudi va ser una mala notícia perquè, segons Deadline Hollywood, després dels 175 milionsde dòlars de pressupost més els 100 milions apart només destinats a la comercialització; el Rei Artur: la llegenda de l'Excalibur havia de ser la més aclamada de la taquilla. L'estudi tenia pensat seguir sense escatimar en costos per la seqüela, però IndieWire va declarar les pèrdues de la producció com històriques, cosa que va impedir l'avanç d'aquest univers.
Tot i això, el film va arribar a ser número 1 en taquilla en 29 països i va recaptar un total de 29.1 milions de dòlars en el cap de setmana d'obertura en 51 països no americans.

### Resposta crítica
La majoria de crítiques que va rebre la pel·lícula la situaven sota una nota al voltant de 4/4'7 sobre 10, recolzant-se en l'argument que trenca tant amb l'estil modern amb el qual juga com amb el clàssic o d'edat en el que es narra.
Però Peter Bradshaw, de The Guardian, justament el contrari. Diu que Guy Ritchie ha creat un Artur 'dead metal' guerrer i rei en un film que ens atrapa tant amb la seva part innovadora com embriagadora com quan es queda enganxat en aquest curiós desenllaç narratiu. Però que demostra que l'energia i creativitat del director no es pot subestimar i que el que l'ha portat a reviure aquest Rei Artur ha sigut aquest tractament tan inconscient i diferent de tots els cànons anteriors.
La revista Fotogramas puntua el film amb 3 estrelles sobre 5. La seva declaració diu que és un film pels qui vulguin un Artur 'rockandrolla' (fent menció a un film del director), que és una versió nova i 'testosterònica' del mite d'Artur que té la gran finalitat d'entretenir. A més adjunten que el millor del film és l'atreviment de Ritchie en explicar la història i el pitjor és el fet de quedar-nos sense saber com segueix.
La puntuació més alta que va rebre va ser per part de Chicago Sun-Times, els quals defensen que el punt fort de la pel·lícula són els llaços i connexions entre Artur i els seus futurs cavallers, les batalles dels rebels i els esclaus sense rostre i la lleugera tensió sexual. Cine Premiere va posar la mateixa nota però sota l'argument d'estar davant d'un Rei Artur molt més literari i menys històric, on la màgia té un paper vital encara que no pugui aparèixer el mag Merlín encara que sí connexions amb ell.